# Alfred Aston
Alfred Aston (Chantilly, 16 maggio 1912 – Cannes, 8 febbraio 2003) è stato un allenatore di calcio e calciatore francese, di ruolo attaccante.

## Carriera
Vinse la Coppa di Francia nel 1939, nel 1940 e nel 1942 con la Red Star e prese parte con la Nazionale ai Mondiali del 1934 e del 1938.

## Palmarès

### Giocatore

#### Competizioni nazionali
- Coppa di Francia: 3

RC Parigi: 1938-1939, 1939-1940
Red Star: 1941-1942